# Lumbreras
Lumbreras é um município da Espanha, localizado na província e comunidade autónoma de La Rioja, ao norte de Madri. Possui de área 142,92 km², com população de 164 habitantes (2007) e densidade populacional de 0,99 hab/km².

## Demografia
| Variação demográfica do município entre 1991 e 2004 | Variação demográfica do município entre 1991 e 2004 | Variação demográfica do município entre 1991 e 2004 | Variação demográfica do município entre 1991 e 2004 |
| --------------------------------------------------- | --------------------------------------------------- | --------------------------------------------------- | --------------------------------------------------- |
| 1991                                                | 1996                                                | 2001                                                | 2004                                                |
| 184                                                 | 183                                                 | 157                                                 | 140                                                 |